# ジョゼフィーヌ＝シャルロット・ド・ベルジック
ジョゼフィーヌ＝シャルロット・ド・ベルジック（Joséphine-Charlotte Ingeborg Elisabeth Marie-José Marguerite Astrid de Belgique, 1927年10月11日 - 2005年1月10日）は、ルクセンブルク大公ジャンの妃。
ベルギー国王レオポルド3世と王妃アストリッドの長女。弟にベルギー国王 ボードゥアン1世とアルベール2世がいる。

## 経歴
1927年、レオポルド王太子とアストリッド王太子妃の第1子としてスタイフェンベルク宮殿で生まれ、幼少期を両親とともにこの宮殿で過ごした。ジョゼフィーヌという名は、祖父アルベール1世の最愛の姉と、ナポレオン・ボナパルトの最初の妃でアストリッドの先祖にあたるジョゼフィーヌ・ド・ボアルネの名前からつけられた。1930年に弟ボードゥアン（後のボードゥアン1世）が誕生。1934年には、祖父アルベール1世が崩御、父が国王として即位し、下の弟アルベール（後のアルベール2世）が誕生した。翌1935年8月29日、父レオポルドが車の運転を誤り、同乗していた母アストリッドが崩御した。
最初は、王宮内に彼女のために用意された学校に通い、1940年の終わりに寄宿制学校に入学、その後も家庭教師による教育は継続された。
大戦中、連合軍によるノルマンディー上陸作戦の直前の1944年6月7日、ジョゼフィーヌ＝シャルロットは父のレオポルド3世ら一家とともにドイツに移送され、軟禁状態に置かれた。国王一家は1945年5月7日にアメリカ陸軍によって解放され、スイス・ジュネーブ近郊のプレニーに移り住んだ。ジョゼフィーヌ＝シャルロットは、ジュネーブの女子高等師範学校（Ecole Supérieure de Jeunes Filles）で勉強を続け、その後、ジュネーブ大学で児童心理学を専攻した。ベルギーに帰国すると王族として公務を始め、同時に社会問題に取り組み、関心のあった芸術の振興に尽力した。

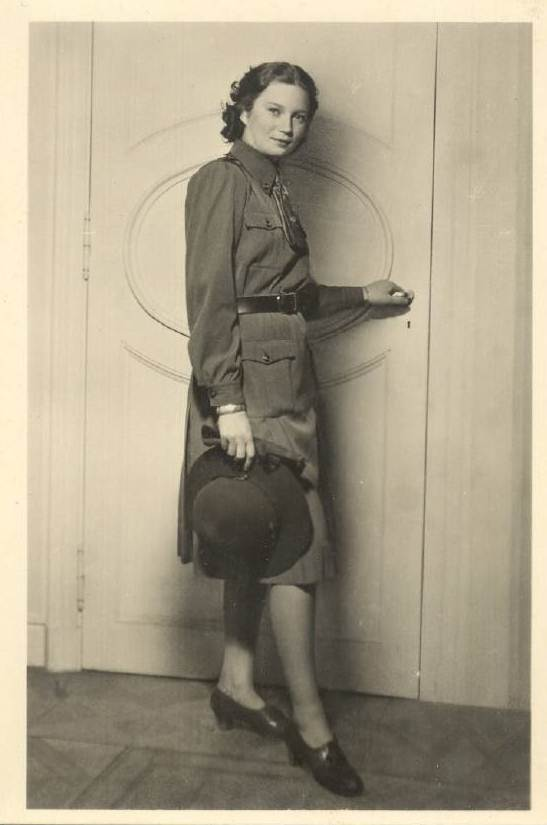
ジョゼフィーヌ＝シャルロット（撮影年不明）

1953年にルクセンブルクの大公世子ジャンと結婚。3男2女をもうけた。
1964年11月12日、ジャンがシャルロット大公から譲位され大公位に就くと、ジョゼフィーヌ＝シャルロットも大公妃となった。大公妃となってからも、様々な、特に社会的・文化的な公務を中心に熱心に取り組んだ。幼児問題や家族問題、健康問題に関心を持ち、1959年からルクセンブルクの青少年赤十字団体の総裁を務め（1970年に長女のマリー・アストリッドが総裁を引き継いだ）、1964年からはルクセンブルク赤十字の総裁も務めた。
1999年に直系の孫にあたるギヨーム大公子が成人したことを受けて、2000年、ジャンが長男アンリに譲位したため、彼女も大公妃としての役目を嫁のマリア・テレサに譲った。しかしその後もさまざまな公務に取り組んだ。
2005年1月、肺がんにより居城のフィシュバッハ城にて家族に看取られて薨去した。

## 人物
- 造園や園芸を趣味としており、また、狩りや釣り、スキーやウォータースポーツも好んだ。
- 息子たちの妃には「王族もしくは貴族の子女」を望んでいたとされ、平民出身である長男アンリ大公の妃となったマリア・テレサとの関係は良好ではなかったとされる。2003年にマリア・テレサが「姑である前大公妃は貴族出身でない私を目の敵にしている。」と地元マスコミに暴露し醜聞となった。これに対して、ジョゼフィーヌ＝シャルロットは一切の反論も釈明も行っていない。
  - 一方、末子ギヨーム大公子の妃シビラは、スペイン国王アルフォンソ13世の曾孫にあたり、この結婚を大いに喜んだとされる。
- ベルギーのブリュッセルに彼女の名前を冠した地下鉄駅が存在する。

## 子女
- マリー＝アストリッド（1954年2月17日 - ）

1982年、またいとこにあたるオーストリア大公カール・クリスティアン（皇帝カール1世の四男カール・ルートヴィヒの次男、オットー皇太子の甥）と結婚、3男2女を儲ける。
- アンリ（1955年4月16日 - ）

現ルクセンブルク大公。1981年、マリア・テレサ・メストレ・イ・バティスタと結婚、4男1女を儲ける。
- ジャン（1957年5月15日 - ）

1987年、エレーヌ・ヴェストルと結婚、3男1女を儲ける。できちゃった結婚であったため、大公位継承権を放棄。のち離婚。2009年にダイアン・ド・ゲールと再婚。
- マルガレータ（1957年5月15日 - ）

ジャンの双子の妹。1982年、リヒテンシュタイン侯子ニコラウスと結婚、2男2女を儲ける（長男は誕生当日に夭折）。
- ギヨーム（1963年5月1日 - ）

1994年、スペイン国王アルフォンソ13世の曾孫シビラ・ウェイレル（アルフォンソ13世の長女ベアトリス王女の外孫）と結婚、3男1女を儲ける。大公位継承権は、兄アンリ大公の末子セバスティアン大公子に次いで第7位。